# Master of Reality
Master of Reality ist das dritte Studioalbum der britischen Heavy-Metal-Band Black Sabbath. Es wurde am 21. Juli 1971 veröffentlicht.

## Hintergrund
Auf diesem Album fing Gitarrist Tony Iommi an, seine Gitarre um insgesamt drei Halbtöne tiefer zu stimmen. Dies tat er, um sich das Spielen zu vereinfachen, da er kurz vor den Aufnahmen zum Debütalbum zwei Fingerkuppen durch einen Arbeitsunfall verloren hatte.
Im Januar 1971 begannen die Arbeiten an Master of Reality in den Island Studios in London. Drei Lieder wurden aufgenommen, dann gingen Black Sabbath auf Tour. Im Februar wurden weitere Stücke aufgenommen, wieder unterbrochen durch eine Tournee. Im April wurden die Lieder dann fertiggestellt. Zwischen Aufnahmeschluss und Veröffentlichung erreichten das Debütalbum und Paranoid Gold in den USA.
Master of Reality erschien nur sieben Monate nach Paranoid. Die Lieder sind kürzer, aber dennoch langsamer als auf dem Vorgänger. Die Texte beziehen sich inhaltlich unter anderem auf die Themen Drogen, Krieg und Theologie.
Auf der US-amerikanischen Version des Albums hatten einige der Songs Untertitel, um den Anschein zu geben, dass mehr Lieder auf dem Album seien (zum Beispiel hatte das Lied Children of the Grave den Untertitel „The Haunting“). Dieses Vorgehen hatte Black Sabbath bereits auf ihren ersten beiden Alben verfolgt, aber auch hier nur in der US-amerikanischen Version.
Es war das dritte und letzte Album von Black Sabbath, das von Rodger Bain produziert wurde.
Das Album wird von vielen Stoner- und Sludge-Metal-Interpreten als Inspirationsquelle genannt.
Der Schwarzwälder Bote bezeichnete Master of Reality als das genreintern einflussreichste Heavy-Metal-Album aller Zeiten.

## Erfolge
In Großbritannien erreichte das Album den fünften Platz der Albumcharts. Außerdem erreichte es den achten Platz der US-amerikanischen Billboard Pop Album Charts. Es verkaufte sich über 2 Mio. Mal. Auf der Liste der 500 besten Alben des Rolling Stone erreichte es Platz 300.

## Versionen
Eine erste Neuveröffentlichung folgte am 5. März 1996 und ein weiterer am 27. April 2005 in der „Black Box“, einem Boxset mit den ersten acht Alben der Band.

## Titelliste
1. Sweet Leaf – 5:05 (Iommi, Ward, Butler, Osbourne)
2. After Forever – 5:27 (Iommi)
3. Embryo – 0:28 (Iommi)
4. Children of the Grave – 5:17 (Iommi, Ward, Butler, Osbourne)
5. Orchid – 1:30 (Iommi)
6. Lord of This World – 5:25 (Iommi, Ward, Butler, Osbourne)
7. Solitude – 5:02 (Iommi, Ward, Butler, Osbourne)
8. Into the Void – 6:12 (Iommi, Ward, Butler, Osbourne)

## Songinfos
Am Anfang des Liedes Sweet Leaf ist der Beginn eines Hustenanfalls zu hören, der bis zum Einsetzen des Gitarrenriffs wiederholt ("tape loop") und dabei mit zunehmender Intensität immer stärker elektronisch verfremdet wird. Der Husten stammt von Tony Iommi, der gerade an einem Joint gezogen hatte. Das Lied ist im Stil eines Liebesliedes gehalten, durch den Titel („Süßes Blatt“) und einige Formulierungen wird jedoch klar, dass es sich um eine Ode an Marihuana handelt.
After Forever, ein Lied, das sich mit dem Leben nach dem Tod beschäftigt, hat einen christlichen Text. Dies sorgte auf Grund des okkulten Images der Band für Irritationen bei Fans und Kritikern der Band. Die niederländische Symphonic-Metal-Band After Forever benannte sich nach diesem Lied. Interessant ist, dass es laut Credits nur von Iommi allein geschrieben wurde, während bei allen anderen Liedern (außer Embryo und Orchid) die ganze Band genannt wird.
Embryo und Orchid sind Instrumentalstücke, die ebenfalls von Iommi allein geschrieben wurden. Embryo wird auf manchen Versionen irrtümlich als Fünf-Minuten-Song angegeben (anstatt mit der tatsächlichen Länge von 30 Sekunden), weil auf diesen Ausgaben die Laufzeiten von Embryo und dem nachfolgenden Children of the Grave vertauscht wurden.